# Zora Neale Hurston

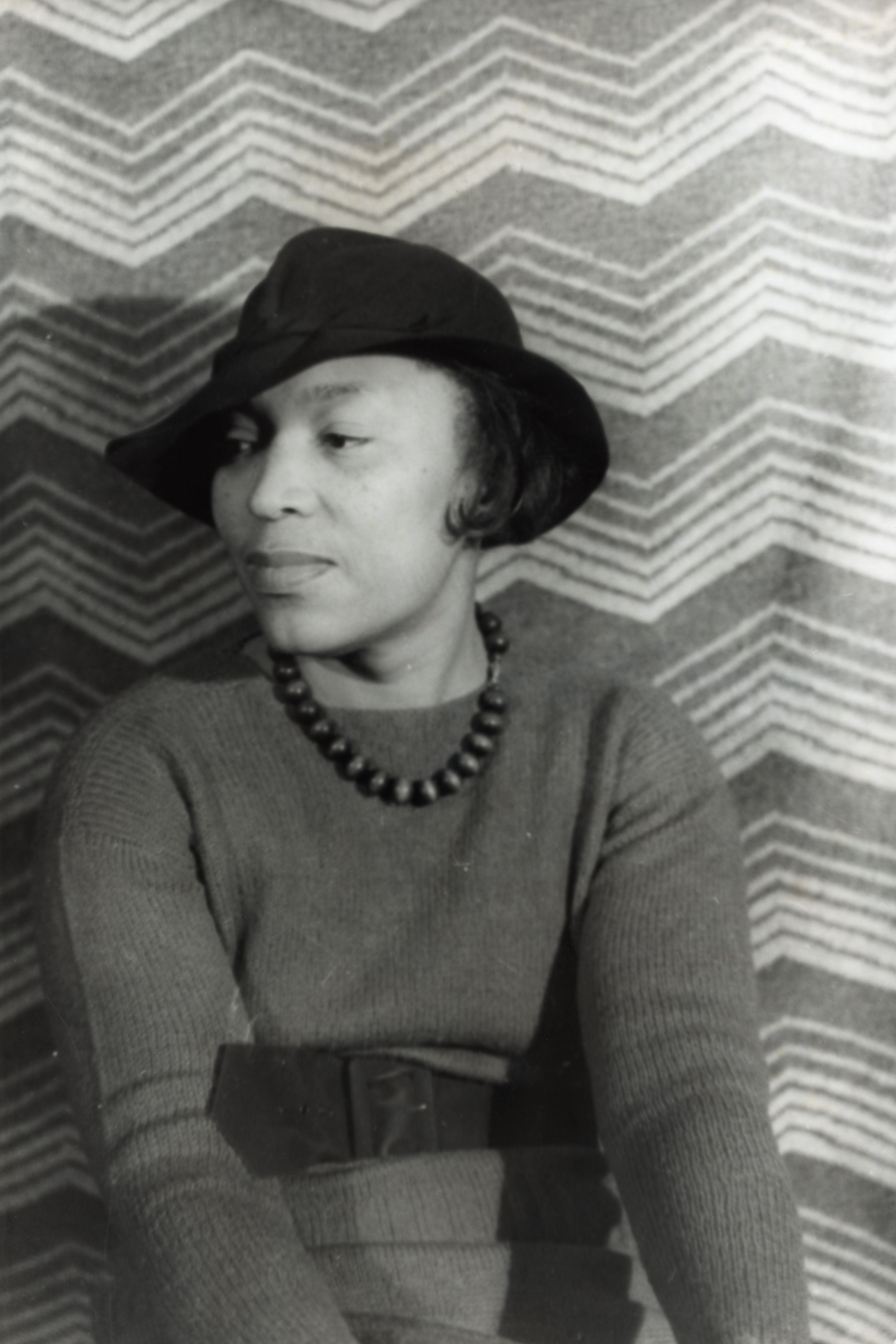
Neale Hurston, 1938, door Carl van Vechten

Zora Neale Hurston (Notasulga, 7 januari 1891 – Fort Pierce, Florida, 28 januari 1960) was een Amerikaans schrijfster, antropologe en folkloriste. Ze geldt als een belangrijk vertegenwoordigster van de Harlem Renaissance.

## Leven en werk
Neale Hurston werd geboren in een traditioneel Afro-Amerikaanse omgeving. Haar moeder stierf toen ze negen was, toen ze veertien was verliet ze het ouderlijk huis, en op latere leeftijd, tussen 1918 en 1927, ging ze op eigen kracht studeren, eerst aan de Howard University te Washington DC en vervolgens antropologie op Barnard College in New York, waar ze de enige Afro-Amerikaanse studente was.
In New York kwam ze in contact met schrijvers van de Harlem Renaissance, zoals Langston Hughes, en publiceerde haar eerste verhalen en een theaterstuk. Daarnaast begon ze na haar studie folkloristisch materiaal te verzamelen (verhalen, liederen, gebeden enzovoort van de zwarte bevolking), eerst in Florida en Alabama, na 1930 ook op de Bahama's en in New Orleans. Na het verschijnen van haar antropologisch werk Mules and Men kreeg ze een officiële onderzoeksopdracht die haar naar Jamaica en Haïti voerde. Eind jaren dertig werkte ze voor de WPA in Florida.
Neale Hurston was een veelzijdige vrouw, die als antropoloog voor de Columbia Universiteit veldonderzoek deed naar voodoo op Haïti en naar de leefomstandigheden van zwarte Amerikanen op het platteland in het zuiden. Maar ze is uiteindelijk vooral als literair schrijfster de geschiedenis in gegaan. In de jaren dertig werd ze gerekend tot de belangrijkste personen van de Afro-Amerikaanse literatuur. In haar verhalen en romans beschrijft ze ervaringen en herinneringen aan het leven van zwarten op het Amerikaanse platteland, aan het begin van de twintigste eeuw. Daarbij ziet ze nadrukkelijk af van de toentertijd veel voorkomende stereotypering van ‘de respectabele zwarte’, een typerend kenmerk voor de schrijvers van de Harlem Renaissance. Haar werk heeft het Zuiden als setting; Jonah's Gourd Vine (1934) werd gevolgd door haar belangrijkste werk, Their Eyes Were Watching God (1937). In deze roman is het taalgebruik uitermate beeldend en lyrisch, met name door de dialogen in streektaal. Centraal staat een vrouw die erin slaagt haar eigen leven vorm te geven, zonder zich daarvoor nog te verontschuldigen.
In de jaren vijftig raakte Neale Hurston in de vergetelheid en kreeg ze nauwelijks nog werk gepubliceerd. Uiteindelijk geraakte ze zelfs in relatieve armoede terecht. In 1959 kreeg ze een beroerte en moest ze sociale hulp aanvaarden. Zora Neale Hurston stierf uiteindelijk in 1960 aan hartfalen.
In 2018 verscheen postuum Barracoon: The Story of the Last 'Black Cargo', haar boek over de Trans-Atlantische slavenhandel met als uitgangspunt het verhaal van de overlever Cudjoe Lewis, dat ze in 1927 had opgetekend.